# Partnercheck
Mit dem Partnercheck wird im Klettern die Umsetzung des Vier-Augen-Prinzips bei der Kontrolle der Absicherung des Kletterers bezeichnet.
Es wird üblicherweise als Zweier-Team geklettert: der Kletterer und der Sicherer. Der Partnercheck dient der gegenseitigen Kontrolle der Kletterpartner vor dem Losklettern. Er ist vor jeder weiteren Kletterroute zu wiederholen, falls und soweit zwischenzeitlich Elemente der Sicherungskette abgebaut oder verändert wurden. Es werden die Teile der Sicherungskette geprüft, die fehleranfällig sind.
Jeder der Partner kontrolliert bei dem anderen, ob der Kletterhelm und der Klettergurt geschlossen, korrekt angelegt und eingestellt sind. Der Klettergurt besteht aus einem Kombigurt oder einem Hüftgurt oder einer Kombination aus Brustgurt, Hüftgurt und Schlauchband, welches Hüft- und Brustgurt verbindet und den Hauptanseilpunkt bildet.
Der Sicherer prüft, ob der Kletterer korrekt mit einem Anseilknoten eingebunden ist oder ob – zulässig nur beim Toprope-Klettern – die Karabiner gegengleich und zugeschraubt am Hauptanseilpunkt in den Gurt eingelegt und korrekt ins Seil eingelegt sind.
Der Kletterer kontrolliert, ob das Kletterseil korrekt ins Sicherungsgerät eingelegt ist, ob das Sicherungsgerät richtig herum, zuverlässig und an der vorgesehenen Stelle mit dem Klettergurt verbunden ist und ob das freie Seilende abgeknotet wurde. Bei Verwendung eines halbautomatischen Sicherungsgerätes prüft der Kletterer zusätzlich durch Zug am Lastseil die Blockierfunktion des Sicherungsgerätes.
Prüfen und kontrollieren heißt hier immer, dass nicht nur optisch kontrolliert, sondern auch durch Zug überprüft wird. So soll sichergestellt werden, dass die Sicherungskette im Belastungsfall wirklich hält.